# Пираев, Михаил Якобович
Михаил Якобович (Яковлевич) Пираев (6 ноября 1922, Моздок, Терская область — 18 ноября 2008, Тбилиси) — советский футболист, вратарь. Ассириец. Мастер спорта СССР (1954). Чемпион СССР (1953). Серебряный призёр чемпионата СССР (1954).

## Карьера
Воспитанник тбилисского клуба «Локомотиви». Начал карьеру в 1938 году, перейдя из юношеской команды «Локомотиви» в команду «Молния» (Тбилиси). В 1939 году стал игроком клуба «Спартак» из Ворошиловска (ныне Ставрополь).
В 1945 году возобновил выступления, став игроком клуба «Спартак» (Тбилиси). В 1948 году тбилисские спартаковцы получили право играть во второй группе чемпионата СССР, а в следующем, 1949 году, победила в дополнительном финале и завоевала право участвовать в турнире команд класса «А». Сразу после этого Пираев перешёл в московскую команду ВВС.
В московский «Спартак» перешёл в 1953 году. Первый матч за основной состав провёл 22 мая. В составе «Спартака» в 1953 году стал чемпионом СССР, а в следующем году завоевал серебряные медали. Всего сыграл за «Спартак» 30 матчей, в том числе 28 в чемпионате СССР и два в розыгрыше Кубка СССР. Шесть раз был заменён, пять раз выходил на замену. Пропустил 25 мячей.
В 1955 году перешёл в тбилисское «Динамо», где провёл три сезона. По окончании чемпионата СССР 1957 года завершил карьеру футболиста.
В 1959 году стал тренером тбилисского спортинтерната. В 1964 году работал тренером команды «Алазани» (Гурджаани). В 1965 году был тренером клуба «Металлург» (Рустави). С 1974 по 1981 год работал тренером футбольной школы «Шевардени» в Тбилиси.

## Семья
Братья: Авраам (председатель райисполкома в районе имени 26 комиссаров города Тбилиси, арестован и расстрелян в 1937 году) и Константин (тренер по шахматам). В январе 1953 года женился на Людмиле Бабаевой. Две дочери. Старшая: Ирина (1954 года рождения), окончила факультет востоковедения ТГУ, вышла замуж за болгарского историка и этнографа Валентина Лазарова, живёт в Софии, работает переводчицей, двое детей — Димитр (юрист) И Яна (экономист). Младшая: Нона, закончила Тбилисский медицинский институт, 20 лет работает в благотворительном фонде «Каритас» в Грузии, руководитель медицинской программы, дети — сын Михаил Топурия (окончил факультет экономики и права университета города Тренто) и дочь Мариам (окончила факультет политических наук и социологии университета города Тренто).

## Статистика выступлений
Данные по матчам и пропущенным мячам неполные. Из-за этого, рядом с цифрой стоит знак ↑.
| Клуб                     | Сезон                    | Лига | Лига | Кубок | Кубок | Итого | Итого |
| Клуб                     | Сезон                    | Игры | Голы | Игры  | Голы  | Игры  | Голы  |
| ------------------------ | ------------------------ | ---- | ---- | ----- | ----- | ----- | ----- |
| «Спартак» (Тбилиси)      | 1945                     | ?    | ?    | 0     | 0     | ?     | ?     |
| «Спартак» (Тбилиси)      | 1946                     | ?    | ?    | 0     | 0     | ?     | ?     |
| «Спартак» (Тбилиси)      | 1947                     | ?    | ?    | 0     | 0     | ?     | ?     |
| «Спартак» (Тбилиси)      | 1948                     | ?    | ?    | 0     | 0     | ?     | ?     |
| «Спартак» (Тбилиси)      | 1949                     | ?    | ?    | 0     | 0     | ?     | ?     |
| «Спартак» (Тбилиси)      | Итого                    | ?    | ?    | 0     | 0     | ?     | ?     |
| ВВС (Москва)             | 1950                     | 15   | ?    | 0     | 0     | 15    | ?     |
| ВВС (Москва)             | 1951                     | 13   | ?    | 1     | -1    | 14    | -1↑   |
| ВВС (Москва)             | 1952                     | 4    | ?    | 0     | 0     | 4     | ?     |
| ВВС (Москва)             | Итого                    | 32   | ?    | 1     | -1    | 33    | -1↑   |
| «Спартак» (Москва)       | 1953                     | 16   | -11  | 1     | 0     | 17    | -11   |
| «Спартак» (Москва)       | 1954                     | 12   | -11  | 1     | -3    | 13    | -14   |
| «Спартак» (Москва)       | Итого                    | 28   | -22  | 2     | -3    | 30    | -25   |
| «Динамо» (Тбилиси)       | 1955                     | 8    | -16  | 1     | -1    | 9     | -17   |
| «Динамо» (Тбилиси)       | 1956                     | 13   | -16  | 0     | 0     | 13    | -16   |
| «Динамо» (Тбилиси)       | 1957                     | 2    | -1   | 0     | 0     | 2     | -1    |
| «Динамо» (Тбилиси)       | Итого                    | 23   | -33  | 1     | -1    | 24    | -34   |
| Всего в высшем дивизионе | Всего в высшем дивизионе | 83   | -55↑ | 4     | -5    | 87    | 60↑   |

1. ↑  Количество игр и голов за клуб в различных лигах чемпионата СССР
2. ↑  Количество игр и голов за клуб в розыгрыше Кубка СССР

## Достижения
- Победитель первенства СССР по футболу во второй группе (1949).
- Чемпион СССР (1953).
- Серебряный призёр чемпионата СССР (1954).
- Мастер спорта СССР (1954).
- Кавалер ордена Чести (Грузия).[2]